# معركة حقل لوسكوت
معركة حقل لوسكوت (بالإنجليزية: Battle of Losecoat Field)‏ هي معركة من سلسلة معارك حرب الوردتين حدثت في 12 مارس 1470 وانتهت بفوز جيش أسرة يورك بقيادة إدوارد الرابع وفي هذه المعركة حصل انشقاق بين إدوارد الرابع وشقيقه جورج بلانتيجينيه وريتشارد نيفيل.